# Alvord (Teksas)
Alvord – miasto w Stanach Zjednoczonych, w stanie Teksas, w hrabstwie Wise.
Według spisu ludności z roku 2000 w Alvord mieszkało 1 007 mieszkańców.